# Bobrzyca (dopływ Bobru)
Bobrzyca (Mały Bóbr) – rzeka, prawy dopływ Bobru o długości 28,01 km. 
Rzeka wypływa w okolicach wsi Sędzimirów na Pogórzu Kaczawskim i płynie w kierunku północnym. Przepływa przez miejscowości: Raciborowice Górne, Raciborowice Dolne, Iwiny, Lubków, Tomaszów Bolesławiecki (gdzie przecina drogę krajową nr 4), Kraśnik Górny, Kraśnik Dolny. Następnie, przed wsią Dąbrowa Bolesławiecka przecina autostradę nr A4, a po minięciu tej wsi wpada do Bobru.